# コイノス (将軍)
コイノス（希：Koῖνος、ラテン文字転記：Coinos、？-紀元前326年）はアレクサンドロス3世に仕えたマケドニア王国の将軍である。
コイノスはポレモクラテスの子であり、「アレクサンドロスの側近のなかでも、もっとも信頼厚いひとり」であった。紀元前335年のアレクサンドロスの北伐においてコイノスは歩兵部隊を指揮した。翌年に始まった東征においてもコイノスは引き続き歩兵指揮官として戦い、グラニコス川、イッソス、テュロス、ガウガメラなどの主要な戦いで名前が言及されており、ガウガメラの戦いでは負傷した。グラニコス川の戦い（紀元前334年）の後、新婚だったコイノスは他の新婚者たちと共に彼らへの王の気遣い（無論政策的な意図もあったであろうが）によって一時帰国を許され、翌年にゴルディオンで新たに徴募された兵と共に遠征軍に合流した。
紀元前330年のペルシア門の戦いではフィロタス、アミュンタス、ポリュペルコンらと共に軽装歩兵を指揮し、アラクセス川に橋を掛ける作業をした。バクトリアでは帰順したばかりのアレイア太守サティバルザネスがベッソスに寝返った時に王と共に急行してアレイアを制圧した。同年のフィロタス裁判ではフィロタスの妹を娶っていたコイノスはおそらく保身のためかフィロタスを裏切り者と激しく弾劾し、ヘファイスティオンとクラテロスと共に拷問によって真相を究明すべしと主張した。
紀元前328年のソグディアナでのスピタメネスとの戦いにおいて、コイノスはアルタバゾスと共にスピタメネスが逃げ込んだというスキタイ人の土地へと送られた。高齢を理由にアルタバゾスが引退した後、コイノスはスピタメネスの攻撃を受けたがこれを撃退し、それから間もなくマッサゲタイ人とスキタイ人がスピタメネスの首を持参して投降したため、ナウタカで王に合流した。
紀元前327年のアスパシオイ人、そしてアッサケノイ人に対する作戦では王が軍を分割した時にはその下で戦い、バジラという町に分遣された。ヒュダスペス川に至ると、渡河のために後方のインドス川の船を運ぶよう命じられて引き返し、その任を果たした後、紀元前326年のヒュダスペス川の戦いでは右翼の歩兵部隊を指揮し、敵左翼に対する攻撃において大きな役割を果たした。その後、マケドニア軍がアケシネス川を渡った時には後続の現地インド人部隊の渡河を支援するためにアケシネス川に残された。ヒュパシス川では長く続いた遠征で疲弊していた軍がこれ以上の進軍を拒み、さらに進もうと唱える王に対してコイノスは反転を説得する演説をした。しかし、反転から三日後にコイノスは病死した。

## 註
1. 1 2  アッリアノス, VI. 2
2. ↑  アッリアノス, I. 6
3. ↑  アッリアノス, I. 14; II. 8, 23, 24; III. 11
4. ↑  クルティウス, III. 9. 7; IV. 13. 28
5. ↑  ディオドロスXVII. 57, 61
6. ↑  アッリアノス, I. 24, 29
7. ↑  クルティウス, V. 4. 20, 30
8. ↑  アッリアノス, III. 18
9. ↑  アッリアノス, III. 25
10. ↑  クルティウス, VI. 9. 30, 11. 10
11. ↑  アッリアノス, IV. 16
12. ↑  アッリアノス, IV. 17, 18
13. ↑  アッリアノス, IV. 24, 25
14. ↑  アッリアノス, IV. 27
15. ↑  アッリアノス, V. 8
16. ↑  アッリアノス, V. 12, 16, 17
17. ↑  クルティウス, VIII. 14. 15
18. ↑  アッリアノス, V. 21
19. ↑  アッリアノス, V. 27, 28
20. ↑  クルティウス, IX. 3. 3-15
21. ↑  クルティウス, IX. 3. 20